# Història de la màquina de vapor

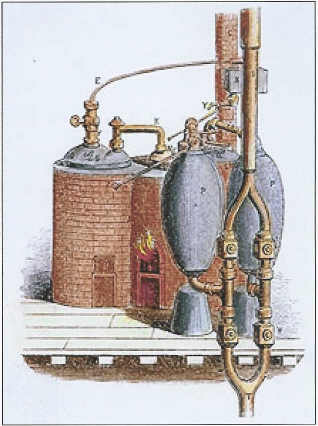
La bomba de vapor Savery de 1698: el primer dispositiu de vapor d'èxit comercial, construït per Thomas Savery

La primera màquina de vapor rudimentària de la qual hi ha registre històric va ser l'eolípia, esmentada per Vitruvi entre el 30 i el 15 aC i descrita per Heron d'Alexandria a l'Egipte romà del segle I. A l'edat moderna, es van experimentar o proposar diversos dispositius alimentats amb vapor, com ara la presa de vapor de Taqi al-Din, una turbina de vapor a l'Egipte otomà del segle XVI i més tard, la bomba de vapor de Thomas Savery a l'Anglaterra del segle XVII. El 1712, el motor atmosfèric de Thomas Newcomen es va convertir en el primer motor d'èxit comercial que utilitzava el principi de pistó/cilindre, que va ser el tipus fonamental de màquina de vapor utilitzat fins a principis del segle xx. Cal tenir en compte que, inicialment, les primeres màquines de vapor s'utilitzaven per bombejar aigua fora de les mines de carbó.
Durant la Revolució Industrial, les màquines de vapor van començar a reemplaçar l'aigua i l'energia eòlica, com a força motora de màquines, finalment es van convertir en la font dominant d'energia a finals del segle XIX i es van mantenir fins a les primeres dècades del segle xx, quan la més eficient turbina de vapor i el motor de combustió interna van donar lloc a la ràpida substitució de les màquines de vapor. De fet, actualment, la turbina de vapor s'ha convertit en el mètode més comú per fer moure els generadors d'energia elèctrica. S'estan fent investigacions sobre els aspectes pràctics de resucitar la màquina de vapor alternativa com base per a una nova onada de tecnologia de vapor avançada.

## Precursors

### Primers usos de l'energia del vapor

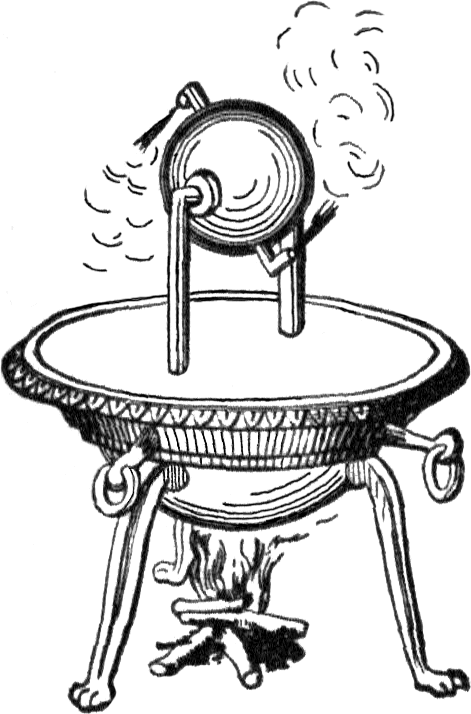
Eolípil.

El primer que va utilitzar el vapor com a forma de transformar la calor en moviment va ser Archytas, que va impulsar un ocell de fusta sobre cables utilitzant vapor com a propulsor cap al 400 aC. La primera màquina de vapor rudimentària i turbina de vapor de reacció coneguda, l'eolipilia, va ser descrita per un matemàtic i enginyer anomenat Heron d'Alexandria a l'Egipte romà del segle I, tal com consta al seu manuscrit Spiritalia seu Pneumatica.
El mateix dispositiu també havia sigut esmentat per Vitruvi a De Architectura uns 100 anys abans. El vapor expulsat tangencialment pels broquets feia girar una bola pivotada. La seva eficiència tèrmica era molt baixa. Això demostra que la conversió de la pressió del vapor en moviment mecànic era coneguda a l'Egipte romà al segle I. Heron també va idear una màquina que utilitzava aire escalfat en un foc d'altar per desplaçar una quantitat d'aigua d'un recipient tancat. El pes de l'aigua s'emprava per estirar una corda amagada que accionava les portes del temple. Alguns historiadors han combinat les dues invencions afirmar, incorrectament, que l'eolipilia era capaç de fer un treball útil.
Segons Guillem de Malmesbury, l'any 1125, hi havia una església a Reims que tenia un orgue alimentat per l'aire que s'escapava de la "compressió d'aigua calenta", aparentment dissenyat i construït pel professor Gerbertus.
Entre els documents de Leonardo da Vinci que daten de finals del segle XV hi ha el disseny d'un canó de vapor anomenat Architonnerre, que funciona per l'entrada sobtada d'aigua calenta en un canó segellat i roent.
Una turbina de vapor d'impacte rudimentària va ser descrita l'any 1551 per Taqi al-Din, un filòsof, astrònom i enginyer a l'Egipte otomà del segle XVI, que va descriure un mètode per fer girar un eix de cocció a l'ast mitjançant un raig de vapor que impulsava unes pales giratòries al voltant de la perifèria de una roda. John Wilkins va descriure més tard un dispositiu similar el 1648. Aquests dispositius s'anomenaven llavors "molins", però ara es coneixen com turbines de vapor. Una altra turbina de vapor rudimentària semblant la mostra Giovanni Branca, un enginyer italià, l'any 1629 per fer girar un dispositiu d'escapament cilíndric que alternativament aixecava i deixava caure un parell de pistons que treballaven com morters. El flux de vapor d'aquestes primeres turbines de vapor, però, no es concentrava i la major part de la seva energia es dissipava en totes direccions. Això comportava un gran malbaratament d'energia i, per tant, mai es van considerar seriosament per a un ús industrial.
El 1605, el matemàtic francès David Rivault de Fleurance, en el seu tractat d'artilleria, va escriure sobre el seu descobriment que l'aigua, si es confinava en una bomba i s'escalfava, podia fer explotar els obusos.
L'any 1606, l'espanyol Jerónimo de Ayanz y Beaumont va demostrar i fins i tot se li va concedir una patent per a una bomba d'aigua alimentada per vapor. La bomba es va utilitzar amb èxit per drenar les mines inundades de Guadalcanal, Espanya.

## Desenvolupament de la màquina de vapor comercial
"Conceptes que, quan els va reunir Thomas Newcomen el 1712, van donar com a resultat la màquina de vapor:"
- El concepte de buit (és a dir, una reducció de la pressió per sota de l'ambient)
- El concepte de pressió
- Tècniques per crear el buit
- Un mitjà per generar vapor
- El concepte pistó/cilindre

El 1643, Evangelista Torricelli va dur a terme experiments amb bombes d'aigua de tipus succió per provar els seus límits de pressió, que era d'uns 32 peus d'aigua. (La pressió atmosfèrica és de 32,9 peus o 10,03 metres d'aigua. La pressió de vapor de l'aigua redueix l'alçada d'elevació teòrica.) Va idear un experiment utilitzant un tub ple de mercuri invertit sobre un bol de mercuri (un baròmetre) i va observar un espai buit sobre la columna de mercuri, i va teoritzar intuïtivament que no contenia res, és a dir, que s'havia creat el buit.
Influenciat per Torricelli, Otto von Guericke va inventar una bomba de buit modificant una bomba d'aire utilitzada per pressuritzar una pistola d'aire. Guericke va fer una prova el 1654 a Magdeburg, Alemanya, d'on era alcalde. Es van unir dos hemisferis de coure i se'ls va extreure l'aire per succió. Estirant uns cables lligats als hemisferis no es podien separar fins que s'obria una vàlvula d'aire. L'experiment es va repetir el 1656 utilitzant dos equips de 8 cavalls per cada costat, que no els van poder separar, i a partir de llavors van ser anomenats, "hemisferis de Magdeburg".
Gaspar Schott va ser el primer en descriure aquest experiment de Magdeburg a la seva Mechanica Hydraulico-Pneumatica (1657).
Després de llegir el llibre de Schott, Robert Boyle va construir una bomba de buit millorada i va dur a terme experiments relacionats amb el tema.

### Marquès de Worcester (1663)

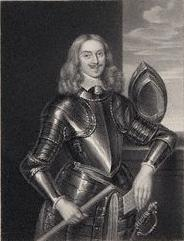
Edward Somerset, 2º marquès de Worcester.

Cap a la final del regnat de Carles II d'Anglaterra, el 1663, Edward Somerset, segon marquès de Worcester, va publicar a Londres el llibre A Century of inventions, en el que descrivia un mètode per aixecar l'aigua entre dos nivells emprant un principi similar al d'una percoladora de cafè. El seu sistema va ser el primer en separar la caldera de l'acció de la bomba. Feia entrar aigua en un barril reforçat des d'una cisterna, i després obria una vàlvula per admetre vapor des d'una caldera separada. Es generava una pressió sobre la superfície de l'aigua, fent-la pujar per una canonada. Va instal·lar el seu dispositiu alimentat amb vapor a la paret de la Gran Torre del castell de Raglan per subministrar aigua a la torre. Les ranures de la paret on es va instal·lar el motor encara es veien al segle XIX. No obstant això, ningú estava disposat a arriscar diners per un concepte tan revolucionari, i sense patrocinadors, la màquina va romandre en l'oblit.
El llibre escrit en un estil molt fosc, és segons l'autor: un catàleg descriptiu dels noms de totes les invencions que he pogut ara acordar-me d'haver fet o perfeccionat, havent demanat les meves primeres notes i en l'article que es refereix a la invenció 68 ª, es considera per alguns autors (sobretot anglesos) com un títol que assegura a Worcester a ser tingut per inventor de la primera màquina de foc: Un mitjà molt admirable i molt poderós per fer pujar l'aigua amb auxili del foc, no per elevar-la per a aspiració, perquè això ha d'operar-se, com diu el filòsof, intra sphaeram activitatis, i solament té lloc fins a certa distància, però aquest mitjà no reconeix límits si són molt forts els gots. Va prendre un canó sencer ho va omplir d'aigua fins a les tres quartes parts, tanco a torn la boca i l'oïda i ho exposo a un foc constant: al cap de vint-i-quatre hores esclata la peça amb gran soroll. Havent trobat el mitjà de fer els meus gots de tal sort que es consolidin per la força que existeix en el seu interior i trobant-se de manera que puguin omplir-se una després d'un altre, he vist saltar l'aigua, com una font contínua, a l'altura de quaranta peus.
Worcester també va escriure un petit volum en 4º de 22 pàgines titulat An exact and true definition of hydraulic machine, el llibre es refereix a una acta del Parlament anglès que concedeix al marquès el monopoli d'aquesta màquina, reservant al rei la desena part dels seus beneficis (més quatre versos de la seva collita, elogiant la invenció; segueixen l'Exegi monumentum d'Horaci; el Barbara pyramidum sileat de Marcial; i finalment alguns versos llatins i anglesos escrits per James Rollock, vell admirador de la seva senyoria, en lloança del noble inventor.

### Cilindre de Papin
Denis Papin es va interessar en el fet d'utilitzar el buit per generar força motriu mentre treballava amb Christiaan Huygens i Gottfried Leibniz a París el 1663. Papin va treballar per a Robert Boyle del 1676 al 1679, publicant un relat del seu treball a Continuation of New Experiments (1680) i el 1689 en va fer una presentació a la Royal Society. A partir de 1690 Papin va començar a experimentar amb un pistó per produir energia amb vapor, construint uns quants models de màquines de vapor. Va experimentar amb diferents màquines de vapor, atmosfèriques i de pressió, i va publicar els seus resultats el 1707.

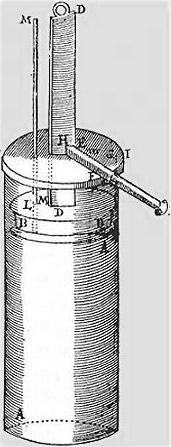
Disseny de Denis Papin per a un motor de pistó i cilindre, 1680.

Denis Papin (22 d'agost de 1647 - c. 1712 ) físic, matemàtic i inventor francès, és conegut sobretot per la seva pionera invenció del digestor de vapor, el precursor de l'olla a pressió. A mitjans de la dècada de 1670, Papin va col·laborar amb el físic holandès Christiaan Huygens en un motor que expulsava l'aire d'un cilindre fent explotar pólvora en el seu interior. Papin adonant-se de la incompletitud del buit produït per aquest mitjà, al traslladar-se a Anglaterra l'any 1680, va idear una versió del mateix cilindre que obtenia un buit més complet a partir de l'ebullició d'aigua i deixant després que el vapor es condensés; d'aquesta manera va arribar a aixecar pesos enganxant l'extrem del pistó a una corda que passava per sobre d'una politja. Com a model de demostració, el sistema funcionava, però per repetir el procés s'havia de desmuntar i tornar a muntar tot l'aparell. Papin va veure ràpidament que per fer un cicle automàtic el vapor s'havia de generar per en una caldera separada, però no ho va arribar a fer. Papin també va dissenyar un vaixell de rem impulsat per un raig que impactava sobre una roda de molí en una combinació dels dissenys de Taqi al Din i Savery i també se li atribueixen una sèrie de dispositius importants com la vàlvula de seguretat. Els anys d'investigació de Papin sobre els problemes de l'aprofitament del vapor havien de tenir un paper important en el desenvolupament dels primers motors industrials d'èxit concebuts després de la seva mort.

### Bomba de vapor Savery
Samuel Morland, un matemàtic i inventor que va treballar amb bombes, havia deixat notes a l'Oficina d'ordenances de Vauxhall sobre un disseny de bomba de vapor que va ser conegut per Thomas Savery. De fet, la primera màquina de vapor que es va aplicar industrialment va ser la "Fire-engine" or "Miner's Friend", dissenyada per Thomas Savery el 1698. Feia servir tant el buit com la pressió, i es va utilitzar per als motors de baixa potència durant uns quants anys. Es tractava d'una bomba de vapor sense pistons, similar a la desenvolupada per Worcester. Savery va fer dues contribucions clau que van millorar molt la practicitat del disseny. En primer lloc, per permetre que el subministrament d'aigua es col·loqui a sota del motor, va utilitzar vapor condensat per produir un buit parcial al dipòsit de bombeig (el barril de l'exemple de Worcester) i el va utilitzar per tirar l'aigua cap amunt. En segon lloc, per refredar ràpidament el vapor per produir el buit, va fer passar aigua freda sobre el dipòsit.
El funcionament requeria diverses vàlvules; a l'inici d'un cicle, quan el dipòsit estava buit, s'obria una vàlvula per admetre vapor. Aquesta vàlvula es tancava per a segellar el dipòsit, i la vàlvula d'aigua de refrigeració s'obria llavors fent condensar el vapor i creant un buit parcial. Aleshores s'obria una vàlvula de subministrament, tirant l'aigua cap amunt cap a l'embassament; el motor típic podia elevar l'aigua fins a 20 peus. A continuació es tancava i reobria la vàlvula d'entrad del vapor, generant pressió sobre l'aigua i bombejant-la cap amunt, com en el disseny de Worcester. Aquest cicle essencialment va duplicava l'altura a la que es podia bombejar l'aigua per a qualsevol pressió de vapor donada, i els casos ja instal·lats podien elevar l'aigua uns 40 peus.
El motor de Savery va resoldre un problema que feia poc s'havia convertit en greu; aixecant aigua de les mines del sud d'Anglaterra a mesura que arribaven a majors profunditats. El motor de Savery era una mica menys eficient que el de Newcomen, però això es compensava amb el fet que la bomba separada utilitzada pel motor Newcomen era ineficient, donant als dos motors aproximadament la mateixa eficiència de 6 milions de lliures per bushel de carbó (menys d'1 %). El motor Savery tampoc era molt segur perquè part del seu cicle requeria vapor a pressió subministrat per una caldera, i donada la tecnologia de l'època, el recipient a pressió no es podia fer prou robust i, era propens a explotar. L'explosió d'una de les seves bombes a Broad Waters (prop de Wednesbury ), vers 1705, probablement marca la fi dels intents d'explotar el seu invent.
Aquest motor de Savery era menys car que el de Newcomen i es va produir en mides més petites. Alguns constructors van estar fabricant versions millorades del motor Savery fins a finals del segle XVIII. Bento de Moura Portugal, FRS, va introduir una enginyosa millora al disseny de Savery "per fer-lo capaç de funcionar per si mateix", tal com va descriure John Smeaton a les Philosophical Transactions publicades el 1751.

## Motor atmosfèric de condensació

### Motor "atmosfèric" Newcomen
Thomas Newcomen comerciava amb articles de ferro colat. El motor de Newcomen es basava en el disseny del pistó/cilindre proposats per Papin. En el motor de Newcomen, el vapor es condensava injectant aigua freda polvoritzada dins del cilindre, fent baixar la pressió atmosfèrica que movia el pistó. El 1712 en el Dudley Castle a Staffordshire, es va instal·lar el primer motor de Newcomen per al bombeig d'aigua en una mina.

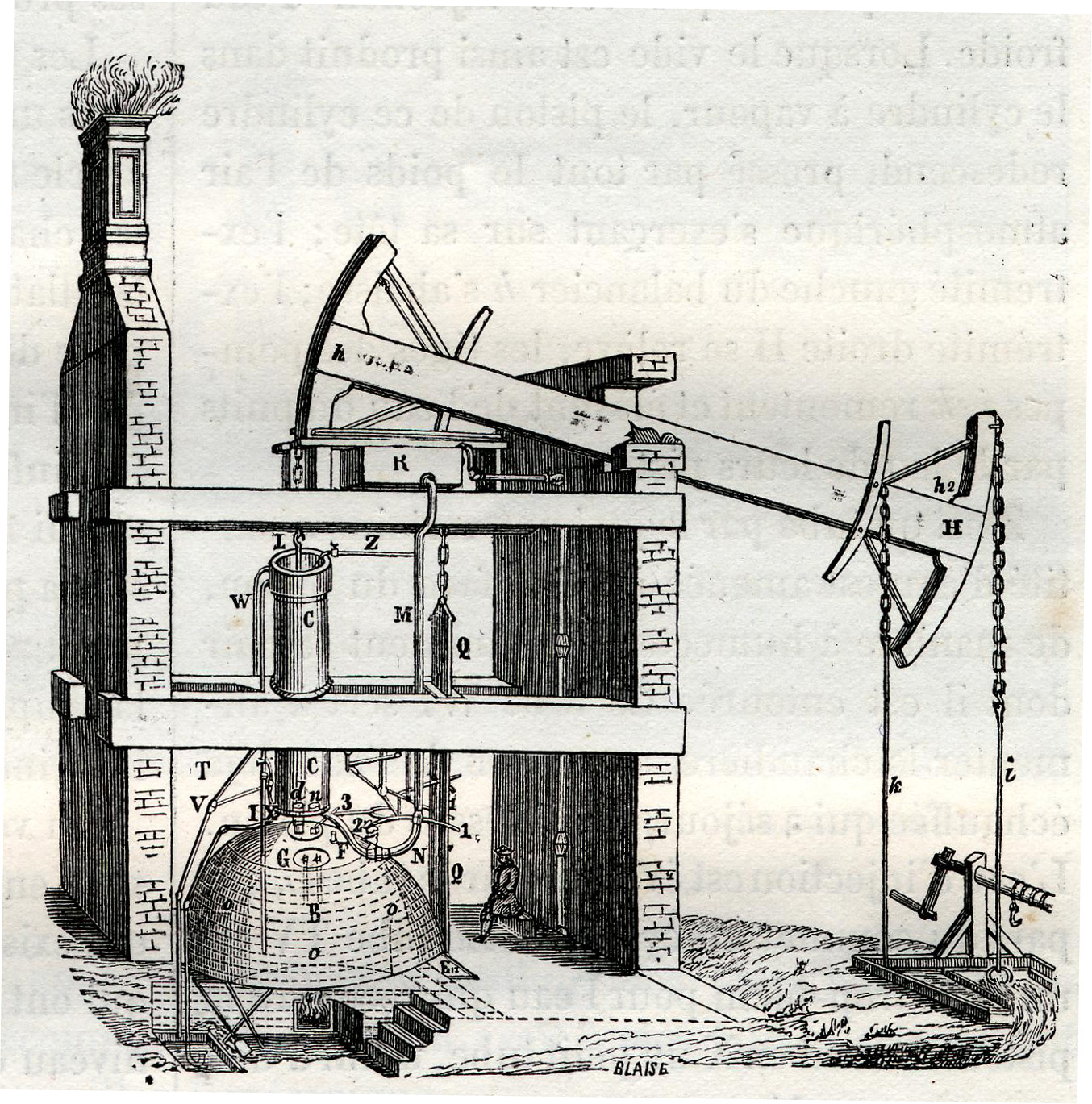
Gravat del motor Newcomen. Sembla copiat d'un dibuix de l'obra de Desaguliers de 1744: "A course of experimental philosophy", que es creu que va ser una còpia invertida del gravat de Henry Beighton datat el 1717, que pot representar el que probablement és el segon motor Newcomen erigit cap al 1714. a Griff colliery, Warwickshire.

Va ser Thomas Newcomen amb el seu " motor atmosfèric " de 1712 qui es pot dir que va reunir la majoria dels elements essencials establerts per Papin per tal de desenvolupar la primera màquina de vapor pràctica per a la qual hi podia haver una demanda comercial. Això va prendre la forma d'un motor de feix alternatiu instal·lat a nivell de superfície impulsant una successió de bombes en un extrem de la biga. El motor, unit per cadenes des de l'altre extrem de la biga, funcionava segons el principi atmosfèric o del buit.
El disseny de Newcomen va utilitzar alguns elements de conceptes anteriors. Igual que el disseny Savery, el motor de Newcomen utilitzava vapor, refredat amb aigua, per crear un buit. No obstant això, a diferència de la bomba de Savery, Newcomen va utilitzar el buit per tirar d'un pistó en lloc d'estirar l'aigua directament. L'extrem superior del cilindre estava obert a la pressió atmosfèrica i, quan es va formar el buit, la pressió atmosfèrica per sobre del pistó el va empènyer cap avall cap al cilindre. El pistó estava lubricat i segellat amb un raig d'aigua de la mateixa cisterna que subministrava l'aigua de refrigeració. A més, per millorar l'efecte de refrigeració, va ruixar aigua directament al cilindre..

Animació d'un motor atmosfèric Newcomen en acció

El pistó estava unit per una cadena a una gran biga pivotant. Quan el pistó va estirar la biga, l'altre costat de la biga es va estirar cap amunt. Aquest extrem estava unit a una vareta que tirava d'una sèrie de mànecs de bombes convencionals a la mina. Al final d'aquesta carrera de potència, la vàlvula de vapor es va tornar a obrir i el pes de les barres de la bomba va estirar la biga cap avall, aixecant el pistó i tornant a treure vapor al cilindre.
L'ús del pistó i la biga va permetre al motor Newcomen alimentar bombes a diferents nivells a tota la mina, a més d'eliminar la necessitat de qualsevol vapor d'alta pressió. Tot el sistema estava aïllat en un únic edifici a la superfície. Tot i que ineficients i extremadament pesats en carbó (en comparació amb els motors posteriors), aquests motors van aixecar volums d'aigua molt més grans i des de profunditats més grans del que abans havia estat possible. Més de 100 motors Newcomen es van instal·lar a Anglaterra el 1735, i s'estima que fins a 2.000 estaven en funcionament el 1800 (incloses les versions en Watt).
John Smeaton va fer nombroses millores al motor Newcomen, en particular els segells, i millorant-los va aconseguir gairebé triplicar la seva eficiència. També va preferir utilitzar rodes en comptes de bigues per transferir la potència del cilindre, cosa que feia que els seus motors fossin més compactes. Smeaton va ser el primer a desenvolupar una teoria rigorosa del disseny de funcionament de la màquina de vapor. Va treballar enrere a partir de la funció prevista per calcular la quantitat d'energia que es necessitaria per a la tasca, la mida i la velocitat d'un cilindre que el proporcionaria, la mida de la caldera necessària per alimentar-la i la quantitat de combustible que consumiria.. Aquests es van desenvolupar empíricament després d'estudiar desenes de motors Newcomen a Cornualla i Newcastle, i construir un motor experimental propi a casa seva a Austhorpe el 1770. Quan el motor Watt es va introduir només uns anys més tard, Smeaton havia construït desenes de motors cada vegada més grans al 100. gamma hp.

### Condensador separat de Watt

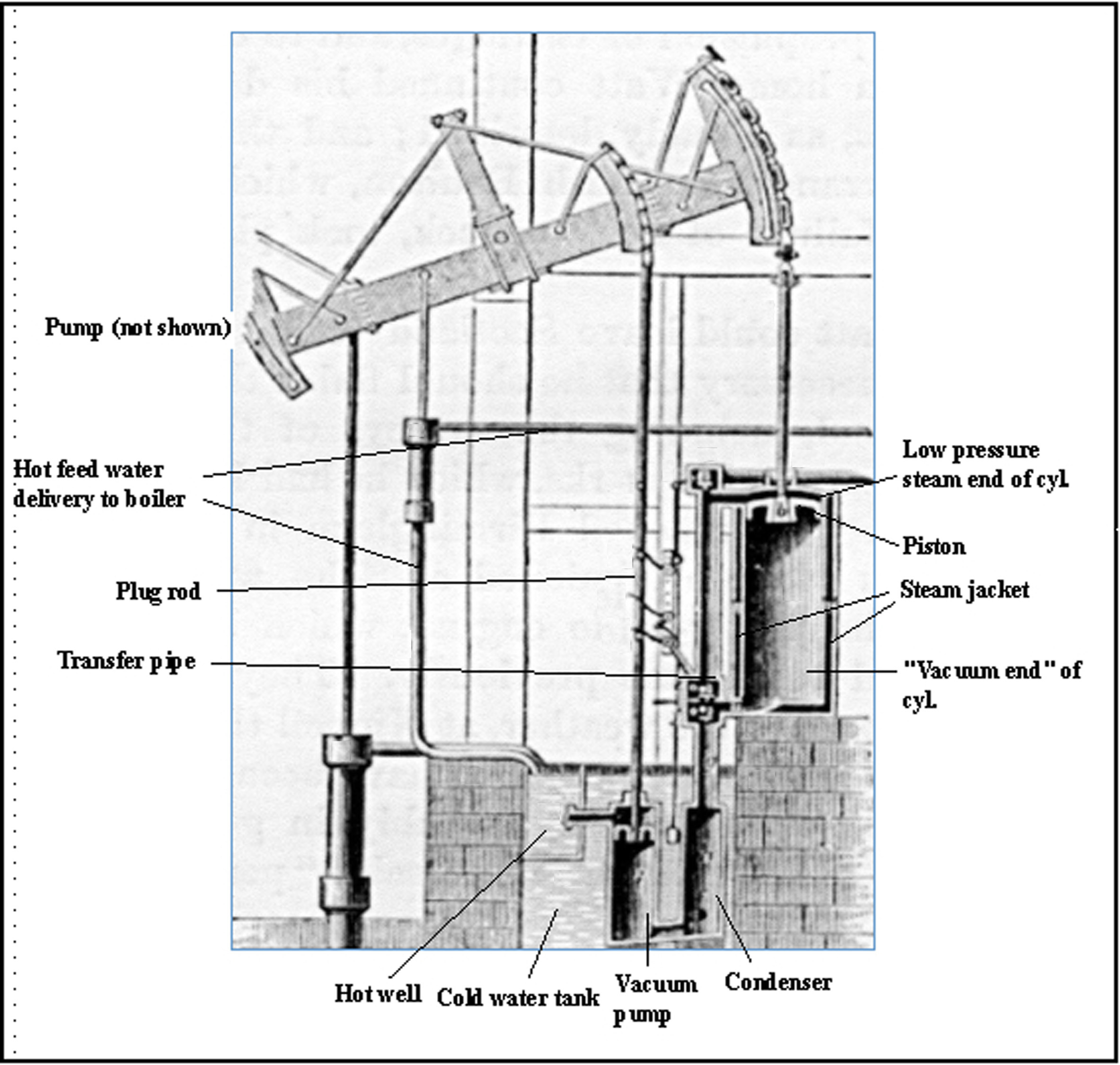
Motor de bombeig de Watt primerenc.

Mentre treballava a la Universitat de Glasgow com a fabricant i reparador d'instruments el 1759, James Watt va ser introduït a l'entorn del vapor pel professor John Robison. Fascinat, Watt va començar a llegir tot el que va poder sobre el tema i va desenvolupar de manera independent el concepte de calor latent, publicat per Joseph Black a la mateixa universitat. Quan Watt es va assabentar que la universitat posseïa un petit model d'un motor Newcomen que funcionava, va pressionar perquè el fes tornar de Londres, on s'estava reparant sense èxit. Watt va reparar la màquina, però va trobar queun cop reparada, funcionava amb molt poc rendiment.
Després de treballar amb el disseny, Watt va concloure que el 80% del vapor utilitzat pel motor es perdia. En lloc de proporcionar força motriu, s'utilitzava per escalfar el cilindre. En el disseny de Newcomen, cada cicle s'iniciava amb una polvorització d'aigua freda, que apart de fer condensar el vapor, també s'emprava "sense voler" en refredar les parets del cilindre. Aquesta calor havia de ser restituïda abans que el cilindre tornés a acceptar vapor de nou. En el motor Newcomen la calor era subministrada només pel vapor, de manera que quan s'obria de nou la vàlvula de vapor la major part es condensava a les parets fredes tan bon punt entrava al cilindre. Llavors calia passar una quantitat considerable de temps, esmerçant molt de vapor, abans que el cilindre es tornés a escalfar i el vapor comencés a omplir-lo.

### Calor latent d'ebullició
A part d'això i degut al calor latent d'ebullició es perdia gran quantitat d'energia esmerçada per portar l'aigua refredada un altre cop al punt d'ebullició. La solució era mantenir l'aigua de la caldera constantment en el punt d'ebullició.
Watt va resoldre el problema de la polvorització d'aigua, portant l'aigua freda cap un cilindre diferent, col·locat al costat del cilindre principal. Un cop completada la carrera del pistó s'obria una vàlvula entre ambdós cilindres, i d'aquesta manera tot el vapor que entrava dins d'aquest cilindre fred es condensava immediatament . Això creava un buit que aspirava més vapor cap al cilindre, i així successivament fins que es condensava tot el vapor Aleshores es tancava la vàlvula i el funcionament del cilindre principal continuava tal com ho feia un motor Newcomen convencional. Com que el cilindre de principal es mantenia a una temperatura operativa durant tot el temps, el sistema estava preparat per a un altre cicle tan bon punt el pistó arribava al punt superior Per a mantenir la temperatura hi havia una "jacket" al voltant del cilindre on s'admetia vapor. Watt va produir un model de operatiu amb aquest sistema el 1765.
Convençut que aquest era un gran avenç, Watt va establir associacions de capital de risc mentre treballava en el disseny. No content amb aquesta única millora, Watt va treballar incansablement en una sèrie d'altres millores a pràcticament totes les parts del motor, millorant encara més els temps de cicle, afegint una petita bomba de buit per treure el vapor del cilindre cap al condensador. Un canvi més radical sobre el disseny Newcomen va ser tancar la part superior del cilindre i introduir vapor de baixa pressió per sobre del pistó. Així la potència no es devia a la diferència entre pressió atmosfèrica i el buit, sinó entre la pressió del vapor i el buit, un valor una mica més elevat. En la carrera de retorn ascendent, el vapor de la part superior es transferia a través d'un tub a la part inferior del pistó a punt per ser condensat per a la carrera descendent. El segellat del pistó d'un motor Newcomen s'aconseguia mantenint una petita quantitat d'aigua a la seva part superior. Això ja no era possible al motor de Watt degut de la presència del vapor. Watt va dedicar un esforç considerable per trobar un segell que funcionés, obtingut finalment mitjançant l'ús d'una barreja de sèu i oli. La tija del pistó també passava per una glàndula a la coberta superior del cilindre segellada de manera similar.

El problema de segellat del pistó era degut al fet de no trobar la manera de fabricar un cilindre prou rodó. Watt va intentar al principi que els cilindres fossin fosos de ferro colat, però no eren prou rodons. i es va veure obligat a utilitzar cilindres de ferro forjat. La següent cita és de Roe (1916):
"Quan [John] Smeaton va veure el motor per primera vegada, va informar a la Societat d'Enginyers que "ni existien les eines ni els treballadors que poguessin fabricar una màquina tan complexa amb la precisió suficient""
Finalment, Watt va considerar el disseny prou bo per llançar-lo el 1774, i el motor Watt va ser llançat al mercat. Com que algunes parts del disseny es podien adaptar fàcilment als motors Newcomen existents, no hi havia necessitat de construir un motor completament nou a les mines. En canvi, Watt i el seu soci comercial Matthew Boulton van llicenciar les millores als operadors de motors, cobrant-lis una part dels diners que estalviaven en la reducció dels costos del combustible. El disseny va tenir un gran èxit, i la companyia Boulton & Watt es va formar per llicenciar el disseny i ajudar als nous fabricants a construir els motors. Més tard, els dos obririen la foneria Soho per produir motors propis.
L'any 1774, John Wilkinson va inventar una perforadora amb l'eix que subjectava l'eina de mandrinar recolzada als dos extrems, estenent-se a través del cilindre, a diferència de les perforadores en voladís que s'utilitzaven fins llavors. Amb aquesta màquina va poder perforar amb èxit el cilindre del primer motor comercial de Boulton & Watt el 1776.
Watt mai va deixar de millorar els seus dissenys. Això va millorar encara més la velocitat del cicle de funcionament, va introduir reguladors, vàlvules automàtiques, pistons de doble efecte, una varietat de preses de força rotatives i moltes altres millores. La tecnologia de Watt va permetre l'ús comercial generalitzat de màquines de vapor estacionàries.
Humphrey Gainsborough va fabricar un model de màquina de vapor de condensació a la dècada de 1760, que va mostrar a Richard Lovell Edgeworth, membre de la Societat Lunar. Gainsborough creia que Watt havia utilitzat les seves idees per a la seva invenció; tanmateix, James Watt no era membre de la Societat Lunar en aquest període i les seves nombroses descripcions que explicaven la successió d'idees que conduïen al disseny final van poder a desmentir aquesta història.
La potència encara estava limitada per la baixa pressió, el desplaçament del cilindre, les velocitats de combustió i evaporació i la capacitat del condensador. La màxima eficiència teòrica estava limitada pel diferencial de temperatura relativament baix a banda i banda del pistó; això significava que al principi, perquè un motor Watt proporcionés una quantitat útil de potència, els motors fabricats havien de ser molt grans i, per tant, eren cars de construir i de instal·lar.

### Motors Watt de doble acció i giratoris

Motor de Watt de doble acció.

Watt va desenvolupar un motor de doble acció en el qual el vapor impulsava el pistó en ambdues direccions, augmentant així la seva velocitat i l'eficiència. El principi de doble efecte també va augmentar significativament la potència d'un motor per una determinada mida física.
Boulton & Watt van desenvolupar el motor alternatiu de tipus giratori. A diferència del motor Newcomen, el motor de Watt podia funcionar amb prou suavitat com per connectar-se a un eix motriu, mitjançant engranatges cònics i planetaris, per poder proporcionar potència giratòria juntament amb cilindres de condensació de doble efecte. El primer exemple es va construir com a demostració i es va instal·lar a la fàbrica de Boulton per moure màquines de polir botons o similars. Per aquest motiu sempre es va conèixer com Lap Engine. En les primeres màquines de vapor, el pistó solia estar connectat mitjançant una barra a una biga equilibrada, en lloc d'estar connectat directament a un volant, i per aquesta raó aquests motors es coneixen com a beam engines.
Les primeres màquines de vapor no proporcionaven una velocitat prou constant per a operacions crítiques com la filatura del cotó. Per controlar millor la velocitat s'utilitzava el motor per bombar aigua cap una roda d'aigua, que movia la maquinària.

## Motors d'alta pressió
A mesura que avançava el segle XVIII, hi va haver una demanda de pressions més altes; Watt s'hi va resistir amb força, emprant el monopoli que li va donar la seva patent per evitar que altres construïssin motors d'alta pressió i el seu ús en vehicles. Desconfiava de la tecnologia de les calderes de l'època, de la seva construcció i de la resistència dels materials utilitzats.
Els avantatges importants dels motors d'alta pressió eren:
- Es podien fer molt més petits que abans per a una potència de sortida determinada. Hi havia, doncs, el potencial de desenvolupar màquines de vapor que fossin prou petites i potents per impulsar-se elles mateixes i altres objectes. Com a resultat, l'energia de vapor per al transport es va convertir ara en una pràctica en forma de vaixells i vehicles terrestres, que van revolucionar els negocis de càrrega, els viatges, l'estratègia militar i, essencialment, tots els aspectes de la societat.
- A causa de la seva mida més petita, eren molt menys cars.
- No requerien les quantitats importants d'aigua de refrigeració del condensador que necessiten els motors atmosfèrics.
- Es podrien dissenyar per funcionar a velocitats més altes, fent-los més adequats per alimentar maquinària.

1. En el rang de baixa pressió eren menys eficients que els motors de condensació, sobretot si el vapor no s'utilitzava de manera expansiva.
2. Eren més susceptibles a les explosions de les calderes.

La principal diferència entre el funcionament de les màquines de vapor d'alta pressió i de baixa pressió és la font de la força que mou el pistó. En els motors de Newcomen i Watt, és la condensació del vapor la que crea la major part de la diferència de pressió, provocant la pressió atmosfèrica (Newcomen) i el vapor de baixa pressió, rarament més de 7 psi de pressió de la caldera, més el buit del condensador (Watt), per moure el pistó. En un motor d'alta pressió, la major part de la diferència de pressió la proporciona el vapor d'alta pressió de la caldera; el costat de baixa pressió del pistó pot estar a pressió atmosfèrica o connectat a la pressió del condensador. El diagrama indicador de Newcomen, gairebé tots per sota de la línia atmosfèrica, veuria un renaixement gairebé 200 anys més tard amb el cilindre de baixa pressió dels motors de triple expansió aportant al voltant del 20% de la potència del motor, de nou gairebé completament per sota de la línia atmosfèrica.
El primer defensor conegut del "strong steam" o "vapor fort" va ser Jacob Leupold en el seu esquema per a un motor que va aparèixer en obres enciclopèdiques des del c. 1725. Diversos projectes de vaixells i vehicles propulsats a vapor també van aparèixer al llarg del segle, un dels més prometedors va ser la construcció de Nicolas-Joseph Cugnot, que va demostrar el seu "fardier" (vagó de vapor) el 1769. Tot i que es desconeix la pressió de treball utilitzada per a aquest vehicle, la petita mida de la caldera donava un ritme de producció de vapor insuficient per permetre al fardier avançar més d'uns centenars de metres alhora abans d'haver d'aturar-se per augmentar el vapor. Es van proposar altres projectes i models, però igual que amb el model de William Murdoch de 1784, molts van ser bloquejats per Boulton & Watt.
Això no s'aplicava als EUA, i el 1788 un vaixell de vapor construït per John Fitch va operar en servei comercial regular al llarg del riu Delaware entre Filadèlfia, Pennsilvània, i Burlington, Nova Jersey, transportant fins a 30 passatgers. Aquest vaixell normalment podia fer de 7 a 8 milles per hora i va viatjar més de 2,000 milles (3,200 km) durant la seva curta durada de servei. El vaixell de vapor Fitch no va ser un èxit comercial, ja que aquesta ruta estava adequadament coberta per carreteres de vagons relativament bones. El 1802, William Symington va construir un vaixell de vapor pràctic, i el 1807, Robert Fulton va utilitzar una màquina de vapor Watt per impulsar el primer vaixell de vapor amb èxit comercial.
Oliver Evans, al seu torn, era partidari del "vapor fort" que va aplicar als motors de vaixells i als usos estacionaris. Va ser un pioner de les calderes cilíndriques; tanmateix, les calderes d'Evans van patir diverses explosions greus de les calderes, que van tendir a donar pes als escrúpols de Watt. Va fundar la Pittsburgh Steam Engine Company el 1811 a Pittsburgh, Pennsilvània. La companyia va introduir màquines de vapor d'alta pressió al comerç de vaixells fluvials a la conca hidrogràfica del Mississipí.
La primera màquina de vapor d'alta pressió va ser inventada l'any 1800 per Richard Trevithick.
La importància d'elevar el vapor sota pressió (des del punt de vista termodinàmic) és que aconsegueixi una temperatura més alta. Així, qualsevol motor que utilitzi vapor d'alta pressió funciona a una temperatura i un diferencial de pressió més alts que els possibles amb un motor de buit de baixa pressió. Així, el motor d'alta pressió es va convertir en la base per al desenvolupament de la tecnologia de vapor alternatiu. Tot i així, cap a l'any 1800, l'"alta pressió" arribava fins a una pressió que avui es consideraria una pressió molt baixa, és a dir, 40-50 psi (276-345 kPa), la qüestió és que el motor d'alta pressió en qüestió no tenia condensació., impulsat únicament per la potència expansiva del vapor, i un cop aquest vapor havia realitzat el treball, normalment s'esgotava a una pressió superior a la atmosfèrica. L'explosió del vapor esgotador a la xemeneia es podia aprofitar per crear corrent induït a través de la reixa de foc i augmentar així la velocitat de combustió, per tant, creant més calor en un forn més petit, a costa de crear contrapressió al costat d'escapament del pistó.
El 21 de febrer de 1804, als tallers de enydarren a Merthyr Tydfil al Sud de Gal·les, es va fer una demostració de la primera locomotora de vapor autopropulsada per a ferrocarril, construïda per Richard Trevithick.

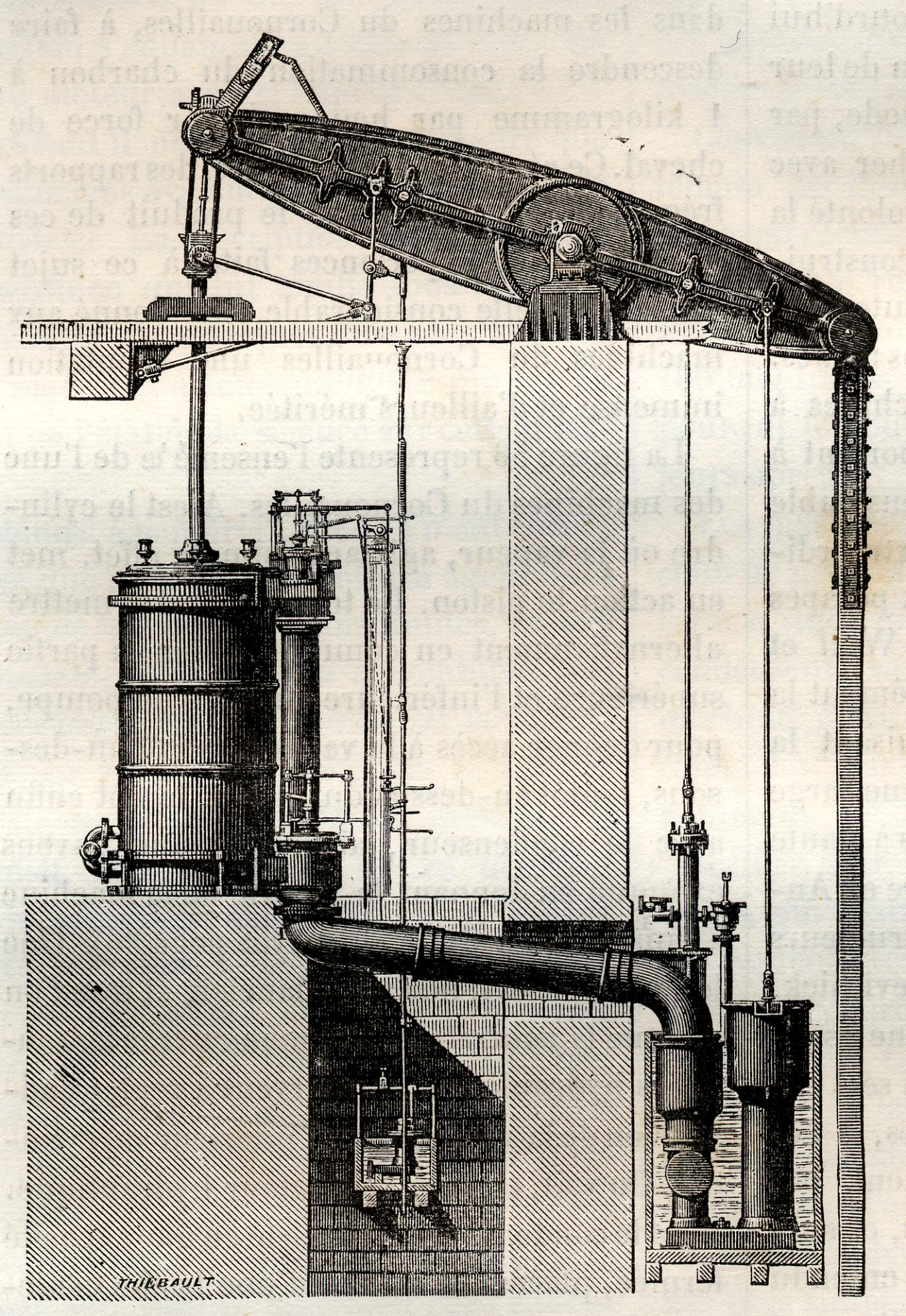
Motor de bombeig Trevithick (sistema Cornish).

Al voltant de 1811, Richard Trevithick va actualitzar un motor de bombeig Watt per adaptar-lo a una de les seves noves grans calderes cilíndriques de Cornualla. Quan Trevithick va marxar a Amèrica del Sud el 1816, les seves millores van ser continuades per William Sims. Paral·lelament, Arthur Woolf va desenvolupar un motor compost amb dos cilindres, de manera que el vapor s'expandia en un cilindre d'alta pressió per passar-lo després a un de baixa pressió. L'eficiència va ser millorada encara més per Samuel Groase, que va aïllar la caldera, el motor i les canonades.
La pressió del vapor per sobre del pistó es va augmentar fins a arribar 40 psi (0.28 MPa) o fins i tot a 50 psi (0.34 MPa) i ara proporcionava gran part de la potència en el moviment descendent; al mateix temps es va millorar la condensació. Això va augmentar considerablement l'eficiència i els motors de bombeig addicionals del sistema Còrnic (sovint coneguts com a motors Còrnic ) es van continuar construint al llarg del segle XIX. Els motors Watt més antics es van actualitzar per adaptar-los.
L'adopció d'aquestes millores de Còrnic va ser lenta a les zones de fabricació tèxtil on el carbó era barat, a causa del major cost de capital dels motors i del major desgast que patien. El canvi no va començar fins a la dècada de 1830, generalment mitjançant l'addició d'un altre cilindre (d'alta pressió).
Una altra limitació de les primeres màquines de vapor era la variabilitat de la velocitat, fet que les feia inadequades per a moltes aplicacions tèxtils, especialment per a la filatura. Per tal d'obtenir velocitats constants, les primeres fàbriques tèxtils alimentades amb vapor utilitzaven la màquina de vapor per bombejar aigua a una roda hidràulica, que impulsava la maquinària.
Molts d'aquests motors es van subministrar a tot el món i van oferir un servei fiable i eficient durant molts anys amb un consum de carbó molt reduït. Alguns d'ells eren molt grans i el tipus es va continuar construint fins a la dècada de 1890.

## Motor Corliss

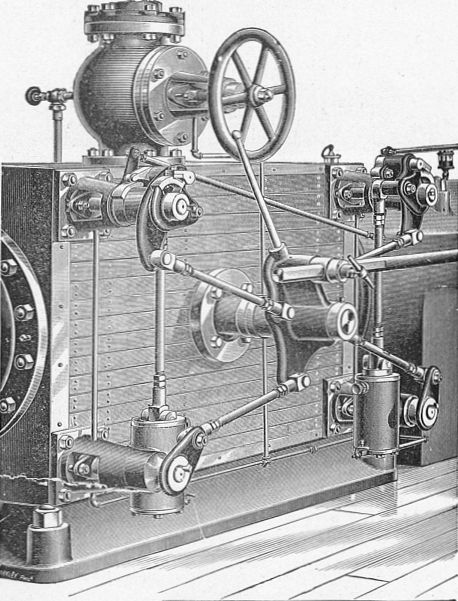
"Els equips de vàlvules Corliss millorats per Gordon", vista detallada.de la placa central des de la qual s'irradien les barres a cadascuna de les 4 vàlvules.

La màquina de vapor Corliss (patentada el 1849) va ser considerada la millora més gran des del disseny de la màquina de James Watt. El motor Corliss va perfeccionar el control de velocitat, i en va millorar molt l'eficiència, fent-lo adequat per a tot tipus d'aplicacions industrials, incloent la filatura.
Corliss utilitzava passos separats per al subministrament de vapor i per a l'escapament, fet que evitava que l'escapament refredés l'entrada del vapor calent. Corliss també va utilitzar vàlvules parcialment rotatives que proporcionaven una acció molt ràpida, ajudant a reduir les pèrdues de pressió. Les vàlvules en si eren també una font de fricció reduïda, especialment en comparació amb l'antiga vàlvula corredissa, que normalment utilitzava el 10% de la potència del motor.
Corliss va utilitzar un ajust variable automàtic. L'engranatge de la vàlvula controlava la velocitat del motor utilitzant un regulador de boles per variar el moment de l'ajust. Això es va traduir en una millora de l'eficiència, a part d'un millor control de velocitat.

## Màquina de vapor d'alta velocitat Porter-Allen

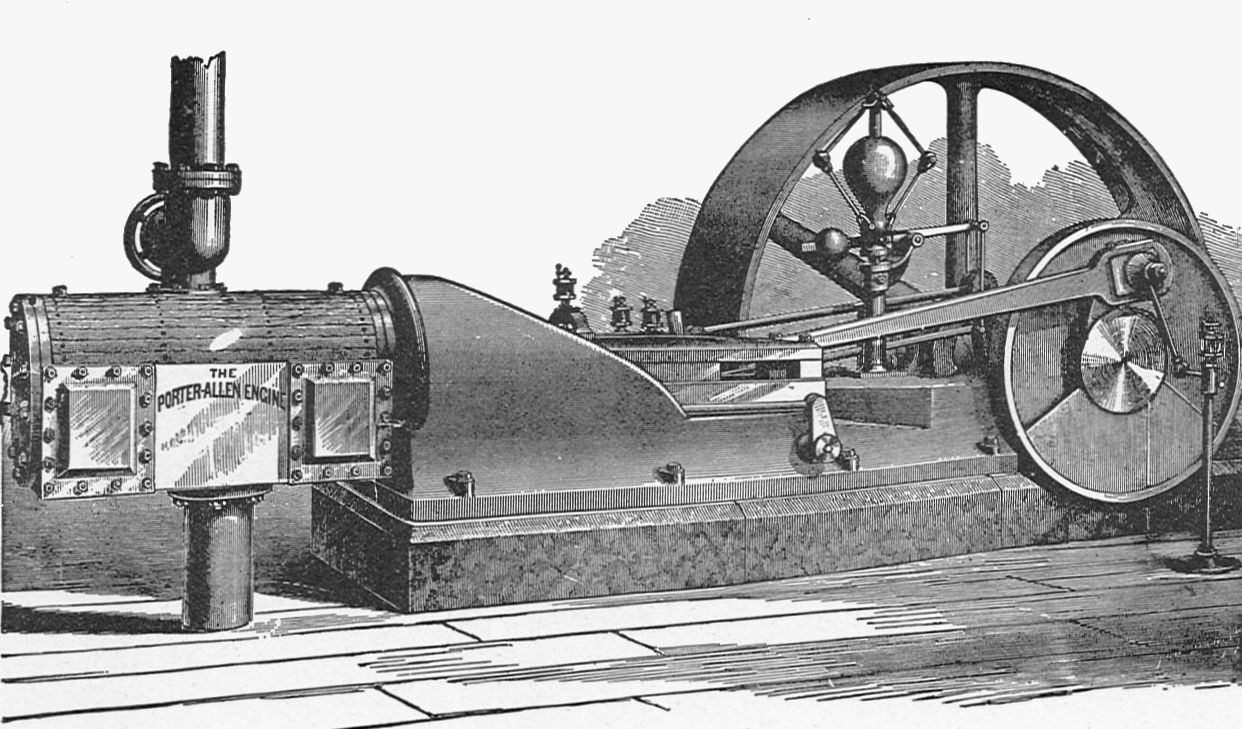
Motor d'alta velocitat Porter-Allen. Cal ampliar-lo per veure el regulador de Porter a la part davantera esquerra del volant

El motor Porter-Allen, introduït el 1862, utilitzava un mecanisme d'engranatge de vàlvules avançat desenvolupat per Porter per Allen, un mecànic d'una habilitat excepcional, de fet al principi es coneixia només com motor Allen. Aquest motor d'alta velocitat era una màquina de precisió ben equilibrada, possible gràcies als avenços en màquines-eina i la tecnologia de fabricació.
Funcionava a velocitats de pistó de tres a cinc vegades la velocitat dels motors normals. També tenia una velocitat molt estable. Es va utilitzar àmpliament en les serradores de troncs per alimentar les serres circulars. Més tard es va utilitzar per a la generació elèctrica.
El motor tenia diversos avantatges. En alguns casos, es podia acoblar directament. Si s'utilitzaven engranatges o corretges i tambors, podien ser de mides molt més petites. El motor en si també era relativament petit tenint en compte la potència que era capaç de donar.
Porter va millorar molt el regulador de boles reduint el pes giratori i afegint un pes al voltant de l'eix. Això va millorar significativament el control de velocitat, fent que el "regulador de Porter" es convertís en el tipus més emprat a partir de 1880. L'eficiència del motor Porter-Allen era bona, però sense arribar al nivell de la del motor Corliss.

### Motor uniflow (o unaflow).
El motor uniflow era el tipus de motor d'alta pressió més eficient. Va ser inventat el 1911 i va ser molt utilitzat en vaixells, però va acabar sent desplaçat per les turbines de vapor i més tard pels motors dièsel marins.